# ای‌آرای پارکر (پی-۴۴)
ای‌آرای پارکر (پی-۴۴) (به انگلیسی: ARA Parker (P-44)) یک کشتی است که طول آن ۹۱٫۲ متر (۲۹۹ فوت) می‌باشد. این کشتی در سال ۱۹۸۴ ساخته شد.